# Verwaltungsgemeinschaft EL-SA-TA-L
In der Verwaltungsgemeinschaft EL-SA-TA-L waren im sachsen-anhaltischen Landkreis Schönebeck die Gemeinden Breitenhagen, Groß Rosenburg, Lödderitz, Sachsendorf und Zuchau zusammengeschlossen. Die Abkürzung stand für Elbe-Saale-Tal-Landschaft. Am 1. Januar 2005 wurde die Verwaltungsgemeinschaft mit der Verwaltungsgemeinschaft Elbe-Saale-Winkel zur neuen Verwaltungsgemeinschaft Elbe-Saale zusammengeschlossen.